# Петропавловский (лунный кратер)
Кратер Петропавловский (лат. Petropavlovskiy) — крупный древний ударный кратер в северном полушарии обратной стороны Луны. Название присвоено в честь одного из организаторов разработок ракетной техники в СССР Бориса Сергеевича Петропавловского (1898—1933) и утверждено Международным астрономическим союзом в 1970 г. Образование кратера относится к нектарскому периоду.

## Описание кратера

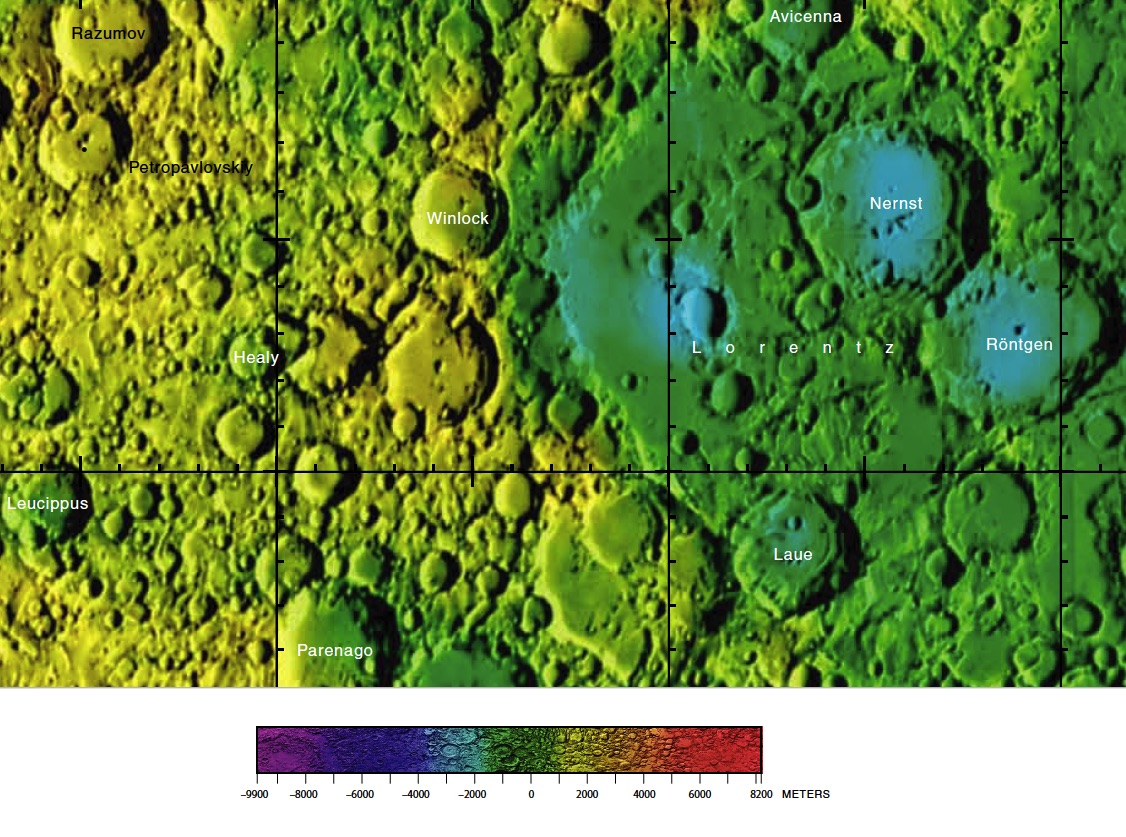
Окрестности кратера Петропавловский. Фрагмент карты обратной стороны Луны.

Ближайшими соседями кратера являются кратер Фрост на западе; кратер Ландау на северо-западе; кратер Разумов примыкающий к северной части кратера Петропавловский; кратер Уинлок на востоке-юго-востоке; кратер Хили на юго-востоке и кратер Левкипп на юге. Селенографические координаты центра кратера 36°55′ с. ш. 115°17′ з. д. / 36,92° с. ш. 115,28° з. д., диаметр 64,1 км, глубина 2,7 км.
Кратер Петропавловский имеет полигональную форму и умеренно разрушен. Вал несколько сглажен, в северно-северо-восточной части имеет седловатое понижение, в  северо-западной и юго-восточной части перекрыт небольшими кратерами. Внутренний склон вала сравнительно широкий, с сглаженными остатками террасовидной структуры, в северо-западной части отмечен небольшим кратером. Высота вала над окружающей местностью достигает 1230 м, объем кратера составляет приблизительно 3400 км³. Дно чаши ровное, вероятно переформированное лавой. В центра чаши расположено два соединенных округлых пика и приметный чашеобразный кратер на востоке-юго-востоке от них.

## Сателлитные кратеры

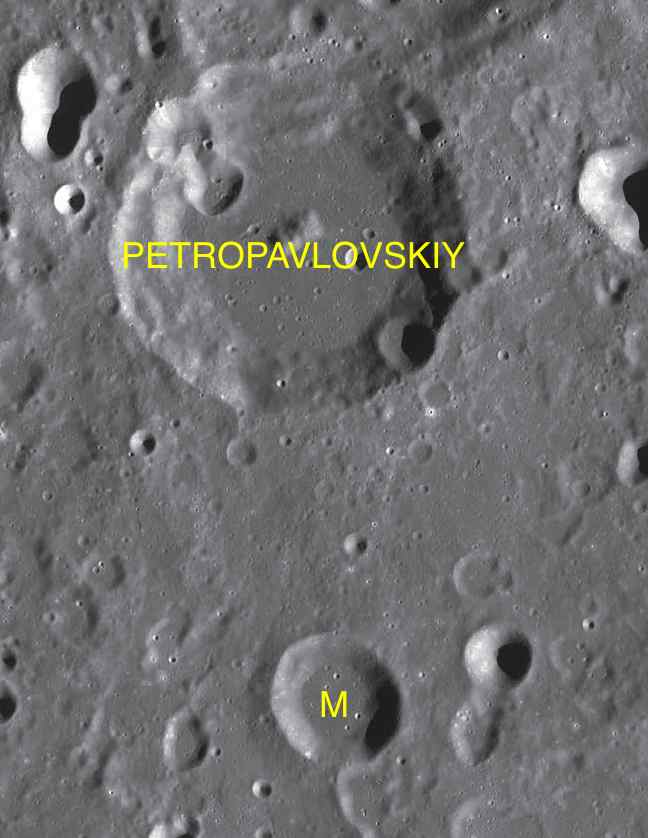
Фрагмент карты LAC-35.

| Петропавловский | Координаты                                              | Диаметр, км |
| --------------- | ------------------------------------------------------- | ----------- |
| M               | 34°14′ с. ш. 115°11′ з. д. / 34,24° с. ш. 115,19° з. д. | 23,4        |